# Villa Victoria

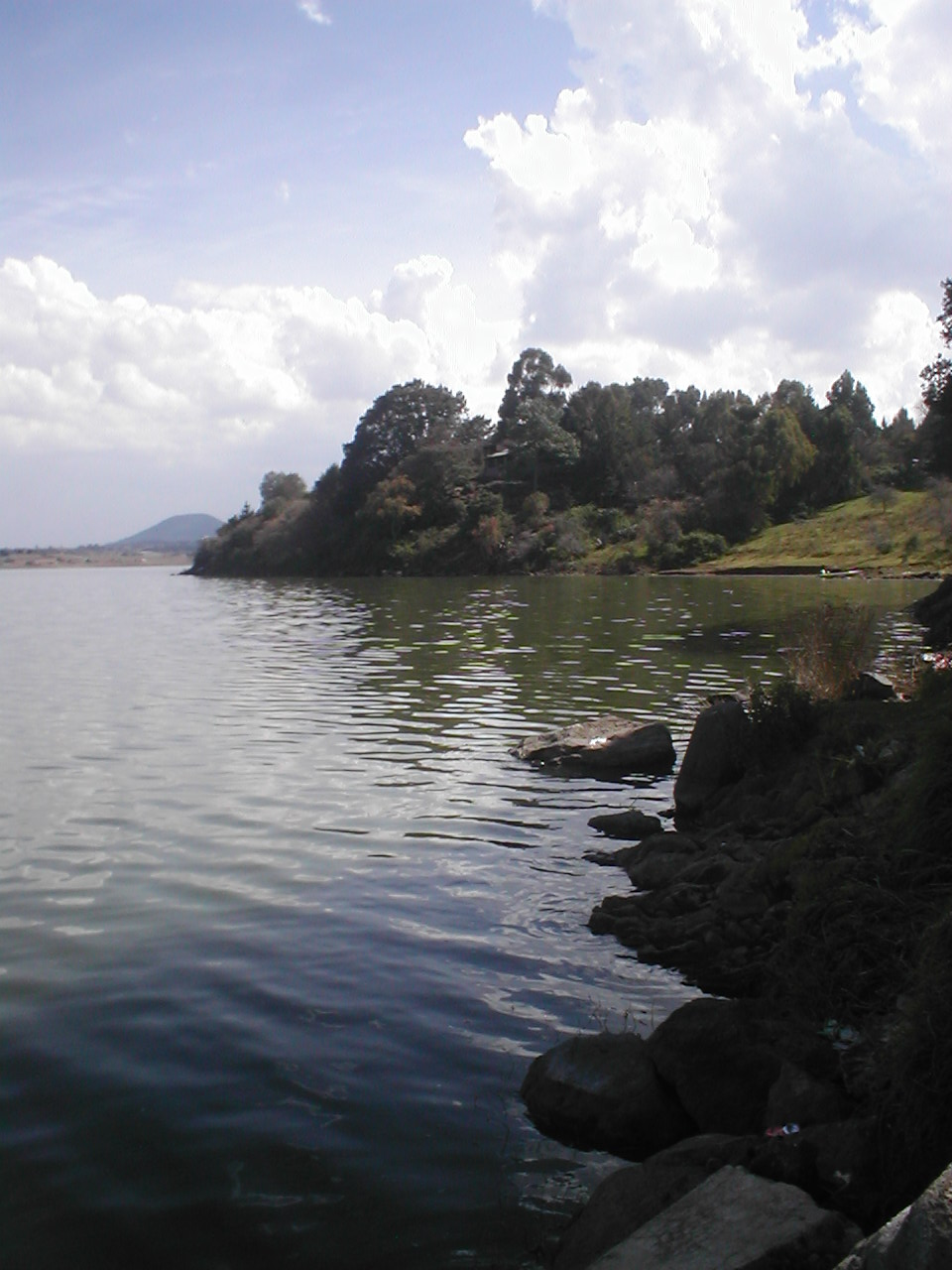
Lagune de Villa Victoria

Pour les articles homonymes, voir Villa Victoria (homonymie).
Villa Victoria est une municipalité de l'État de Mexico, au Mexique. Elle couvre une superficie de 424,03 km2 et compte 104 612 habitants en 2015.